# Монморанси-Люксембург, Анн-Эдуар-Луи-Жозеф де
Анн-Эдуар-Луи-Жозеф де Монморанси (фр. Anne-Édouard-Louis-Joseph de Montmorency; 9 сентября 1802, Париж — 14 января 1878, там же), герцог де Бомон, принц де Тенгри, пэр Франции — французский государственный деятель, последний представитель в мужской линии дома Монморанси.

## Биография
Сын Анн-Кристиана де Монморанси-Люксембурга и Анны-Луизы-Мари де Бек-де-Льевр де Кани.
26 марта 1828 принят в состав Палаты пэров на место своего отца, но, будучи ультралегитимистом, после провала мятежа в Вандее и ареста 8 ноября 1832 герцогини Беррийской, 15 ноября подал в отставку.
Был атташе посольства в Мадриде, в октябре 1823 получил от Фердинанда VII орден Карлоса III (сверхштатный кавалер). Также был командором ордена Святого Людовика и кавалером ордена Почётного легиона.
После смерти в 1862 году герцога Рауля де Монморанси стал главой фамилии и принял герб старшей линии рода. После смерти последнего представителя линии Монморанси-Люксембург-Шатийон отказался претендовать на титул герцога де Пине-Люксембург.

## Семья
Жена (13.05.1837): Леонтина-Эрнестина-Мари-Жозефа де Круа де Дадизеель (5.11.1813—14.03.1887), единственная дочь Гислена де Круа де Дадизееля и Эрнестины Луи де Лагранж
Дети:
- Анн-Мари-Жозефа де Монморанси-Люксембург (2.05.1839—17.04.1900). Муж (20.05.1859): граф Феликс Антон Август Иоганн фон Хунольштейн (1832—1905)
- Анн-Мари-Эжени-Жюстин де Монморанси-Люксембург (13.03.1840—10.02.1922). Муж (28.05.1864): Огюст де Дюрфор-Сиврак де Лорж (1838—1911), виконт де Дюрфор
- Анри де Монморанси-Люксембург (2.06.1841—23.04.1843)